# Ecclesiam Dei
Ecclesiam Dei (em português, "A Igreja de Deus") é a 4ª encíclica de Pio XI, datada de 12 de novembro de 1923, por ocasião do terceiro centenário do martírio de São Josafá, na qual expõe o trabalho realizado por este bispo greco-católico em favor da unidade da Igreja.

## Conteúdo
"Sabemos que a Igreja de Deus, estabelecida por um plano admirável para que, na plenitude dos tempos, fosse como uma grande família que abarcasse toda a humanidade, se distingue divinamente, além de outras características notáveis, pela unidade ecumênica."

Após esta declaração da unidade como nota característica da Igreja, o papa mostra como ela foi fundada nessa unidade e o papel que o próprio Cristo atribuiu ao pontífice romano, como sucessor de São Pedro, na salvaguarda dessa unidade. Mas, embora o inimigo do homem não possa prevalecer contra a Igreja, ele conseguiu arrancar de seu seio um pequeno número de fiéis e até povos inteiros.

### A separação dos bizantinos
Em seguida, Pio XI refere-se com dor àquela que considera a maior e mais lamentável separação da Igreja ecumênica: a dos bizantinos. Uma separação que persiste em grande parte, embora os concílios de Lyon (1274) e Florença tenham parecido que poderiam remediá-la. Nessa separação participaram também os eslavos orientais, ainda que – após o cisma de Miguel Cerulário – esses povos tenham mantido alguma relação com a Sé Apostólica, interrompida pelas invasões dos tártaros e mongóis, mas retomada até ser impedida pelos poderosos.
A encíclica expõe os meios que o papado foi utilizando para recuperar essa unidade: em particular, os esforços de Gregório VII (1073-1085), Honório III (1216-1227), Gregório IX (1227-1241) e Inocêncio IV (1243-1254). O fruto desse trabalho foi a unidade obtida em 1255, expressa principalmente na promessa de manter essa santa unidade manifestada no Concílio de Florença (1431-145) por Isidoro, metropolitano de Kiev e Moscou, cardeal da Igreja Católica. Mantida essa unidade em Kiev por algum tempo, diversas desavenças e confusões políticas romperam essa unidade, renovada novamente em 1595 pelo Concílio de Brest, na chamada União de Brest, declarada pelo metropolitano de Kiev e outros bispos rutenos. O papa Clemente VII formalizou essa união por meio da constituição Magnus Dei.

### A luta de São Josafá pela unidade da Igreja
Facilitado esse contexto histórico e eclesial, o papa introduz solenemente a memória de São Josafá.

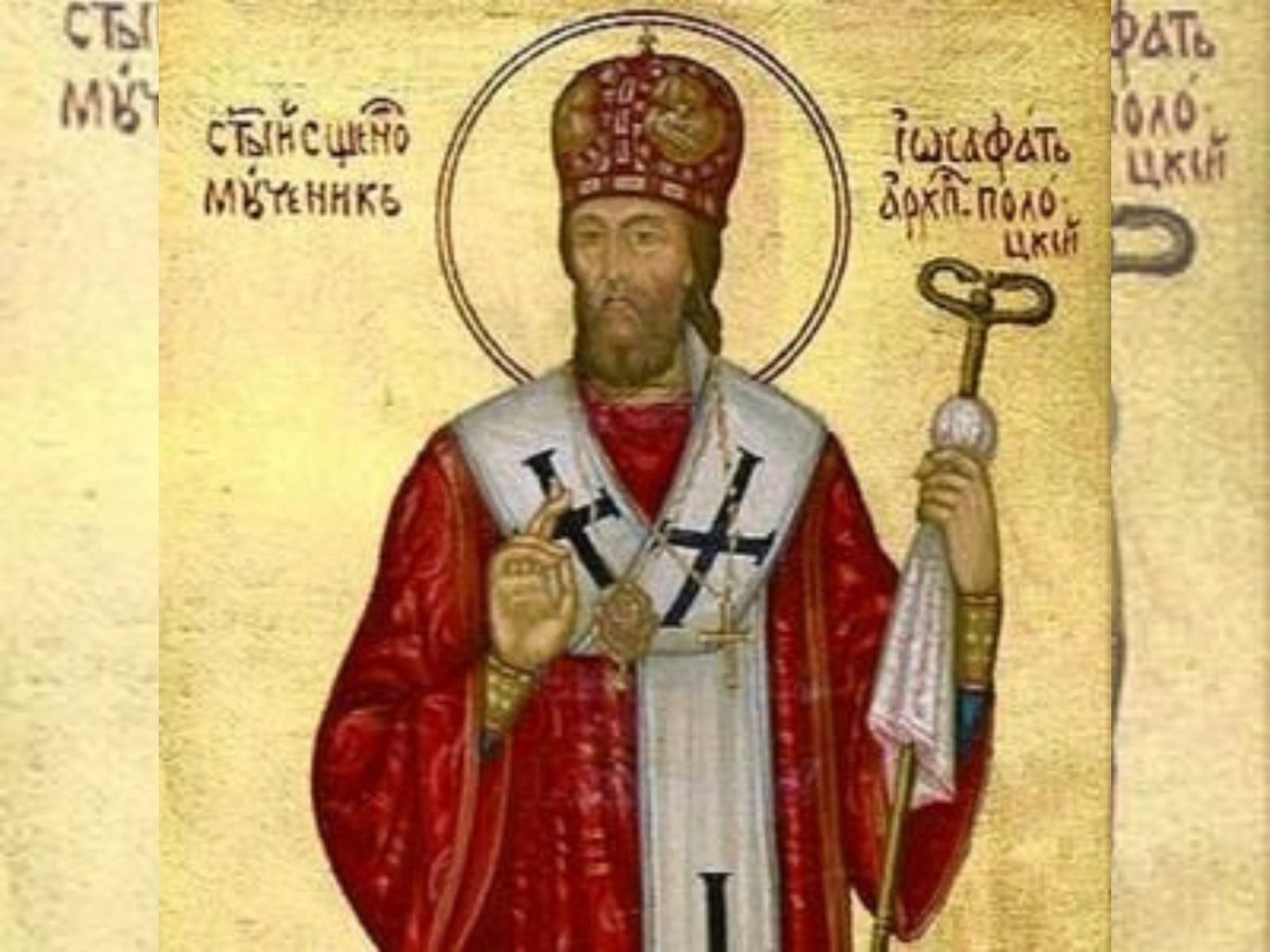
São Josafá Kuncewicz

Para que tal unidade e concórdia se perpetuassem, Deus, providente de modo supremo, quis consagrá-la, por assim dizer, com o selo da santidade e do martírio. São Josafá, arcebispo de Polotsk, do rito eslavo oriental, foi dotado de tamanha grandeza que, com razão, é reconhecido como a glória e o apoio dos eslavos orientais, sendo difícil encontrar alguém que tenha dado a esses povos maior brilho ou contribuído mais para sua saúde espiritual do que esse Pastor e Apóstolo, especialmente ao derramar seu sangue pela unidade da Santa Igreja. Recordando, portanto, o tricentenário de seu glorioso martírio, é extremamente querido renovar a memória de tão grande personagem, para que o Senhor, invocado com as mais fervorosas súplicas dos bons, “desperte em Sua Igreja esse espírito, de que o Beato Mártir e Pontífice Josafá estava tão pleno que deu sua vida por suas ovelhas”.
A encíclica reúne traços da biografia de São Josafá, batizado com o nome de João na igreja separada de Roma, a qual pertenciam seus pais. Ainda criança, uniu-se à comunhão com a Igreja Católica, mas, inspirado a restabelecer a unidade da Igreja, viu a necessidade de manter o rito eslavo oriental e, em 1604, foi recebido em um mosteiro basiliano unido a Roma, mudando seu nome para Josafá. Cresceu nas virtudes com singular amor à Cruz, e anos depois foi eleito archimandrita do mosteiro, desenvolvendo uma intensa atividade pastoral em seu entorno e promovendo, entre seus concidadãos com abundantes frutos, a união com a cátedra de Pedro. Nomeado bispo de Polotsk, ampliou seu campo de ação, trabalhando com sua palavra e escritos pela união com Roma, mantendo-se sempre neutro nas questões políticas.

### Martírio de São Josafá
Consolidou sua obra de unidade com o martírio, enfrentando-o com entusiasmo, pois, quando foi advertido das ameaças contra sua vida, fez em uma pregação uma súplica ao Senhor para que lhe “concedesse derramar seu sangue pela unidade e pela obediência à Sé Apostólica”. Esse desejo se cumpriu em 12 de novembro de 1623.

"Esse desejo foi cumprido em 12 de novembro de 1623 quando, rodeado de inimigos que buscavam o Apóstolo da unidade, ele os encontrou sorridente e amável e, a exemplo de seu Mestre e Senhor, rogou-lhes que não tocassem seus familiares, entregando-se em suas mãos; e, embora ferido da maneira mais cruel, não deixou de invocar o perdão de Deus sobre seus assassinos até o fim."

### Situação atual desses povos
As terras dos eslavos orientais foram recentemente devastadas por distúrbios e revoltas, e ensanguentadas por guerras. Para aliviar tão grande cúmulo de misérias, o Papa procurou prestar sua ajuda, não movido por nenhum fim humano, mas para atender aos necessitados. No entanto, esse objetivo não foi alcançado; pelo contrário, multiplicaram-se as ofensas, com desprezo aos sentimentos religiosos, incluindo a perseguição sangrenta de cristãos, sacerdotes e bispos.
Nessas circunstâncias, a comemoração de São Josafá oferece uma oportunidade de fazer um novo apelo a todos os eslavos orientais para sua união na Igreja. Assim, ele pede aos dissidentes e a todos os fiéis que, seguindo o exemplo de tão grande santo, cada um examine como pode cooperar com o Papa, entendendo que a unidade não será o resultado de discussões, mas o fruto de exemplos e obras de santidade.
Ao considerar tantos males, a solene comemoração do distinto pastor dos eslavos nos conforta profundamente, pois nos oferece a oportunidade de expressar os sentimentos paternais que nos animam em direção a todos os eslavos orientais e de colocar diante deles, como síntese de todos os bens, o retorno à unidade ecumênica da santa Igreja. Assim, ele encoraja os dissidentes a conhecerem a verdadeira vida da Igreja sem lhe imputar os pecados de pessoas particulares que a própria Igreja condena e se esforça para corrigir.
O Papa manifesta o desejo de promover e renovar os trabalhos do Pontifício Instituto Oriental, fundado por Bento XV, pois o conhecimento dos fatos permitirá a reconciliação entre uns e outros.

Com a reconciliação das pessoas e dos povos, será alcançada também a união da Igreja, com o retorno ao seu seio de todos aqueles que, por qualquer motivo, dela se separaram. E a realização dessa união não ocorrerá por compromisso humano, mas pela bondade desse Deus único que "não faz acepção de pessoas, nem distingue entre nós e eles"; e assim, unidos entre si, todos os povos, de qualquer linhagem ou língua, e quaisquer que sejam seus ritos sagrados, gozarão dos mesmos direitos; ritos que a Igreja Romana sempre venerou e celebrou religiosamente, decretando sua conservação e adornando-os como com vestes preciosas, quase "uma rainha com um manto dourado cercada de uma variedade de ornamentos".— Encíclica Ecclesiam Dei, AAS vol. XV p. 580-581
Nos últimos parágrafos da encíclica, o papa deseja apoiar-se na forte devoção à Santíssima Virgem presente entre os eslavos orientais, uma devoção em que São Josafá se destacou. O papa invoca Maria, pedindo a graça da unidade, e recorre também à intercessão de São Josafá e de todos os santos do céu, especialmente daqueles que floresceram entre os eslavos orientais.